# Унтерштайнах
Унтерштайнах (нім. Untersteinach) — громада в Німеччині, розташована в землі Баварія. Підпорядковується адміністративному округу Верхня Франконія. Входить до складу району Кульмбах. Центр об'єднання громад Унтерштайнах.
Площа — 11,42 км2. Населення становить 1806 ос. (станом на 31 грудня 2020).

## Галерея

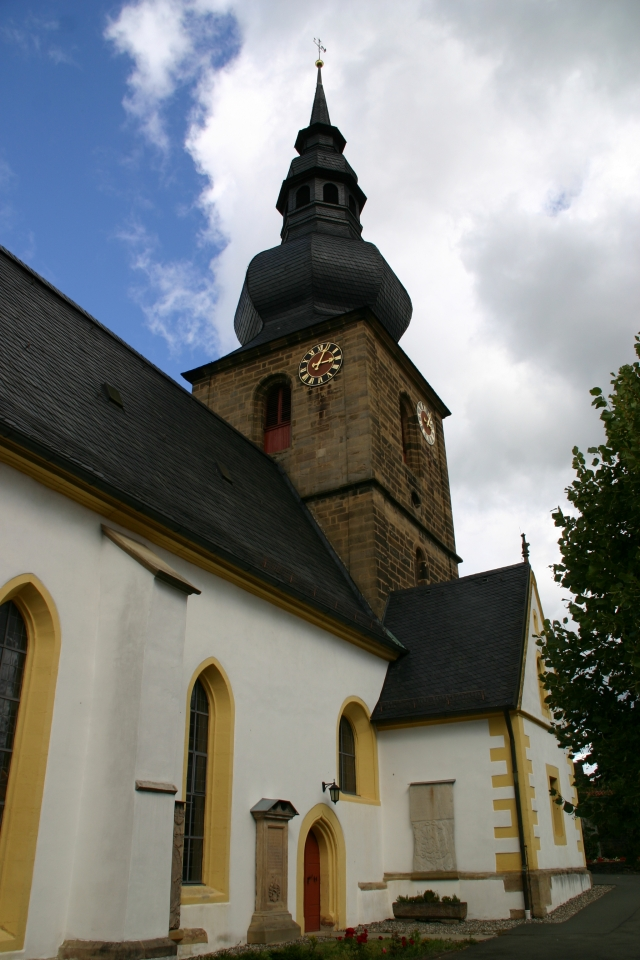
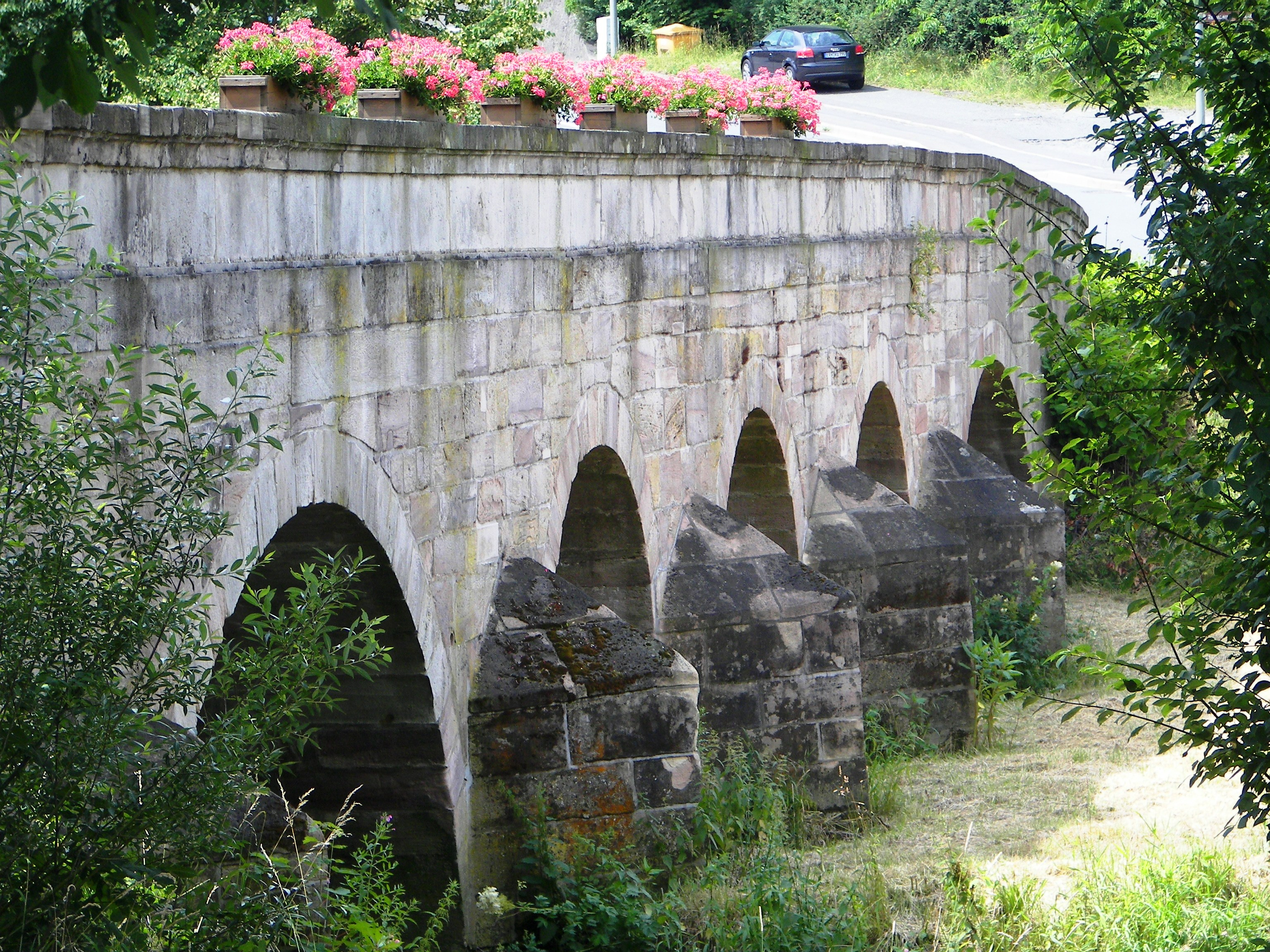